# 只給你 ～Summer Heartbreak～
《只給你 ～Summer Heartbreak～》，為日本樂團南方之星1995年7月發行的第36張單曲。

## 概要
《只給你 ～Summer Heartbreak～》是南方之星繼《淚吻》、《EROTICA SEVEN》後；年度銷售突破百萬的單曲，並在2005年重新發售復刻版。
此首歌為南方之星單曲中第一個在曲名名稱使用連接號「～」；也讓南方之星後續一些歌曲採用此命名風格（如1996年的《愛的言靈 ～Spiritual Message》或97年的《01MESSENGER ～電子狂之歌》、98年的《LOVE AFFAIR ～秘密約會～》等等）。
1995年富士電視台的偶像劇《他日再相逢》，採用《只給你 ～Summer Heartbreak～》為主題曲。
已故日本漫畫家臼井儀人的作品「蜡笔小新」系列中；第18集描述小新一家人到夏威夷旅行的特別篇裡，其中一段的背景畫面出現了此單曲的歌詞內容。另外以此特別篇製作的小新電視動畫《蠟筆小新夏威夷特集》中；片尾曲亦為此作。

## 收錄歌曲
1.只給你 ～Summer Heartbreak～
※作詞・作曲：桑田佳祐　編曲：南方之星 管樂編曲：山本拓夫&南方之星
2.LOVE KOREA
帶著韓文歌詞的作品，歌曲中一些段落的吉它伴奏為桑田佳祐喜愛的樂團「披頭四」的專輯《披頭四樂團》裡的歌曲「Birthday」部份節奏。
※作詞：桑田佳祐　韓文歌詞補充：具善惠　作曲:桑田佳祐　編曲：南方之星

## 演奏成員
- 桑田佳祐：主唱（曲1、2）、吉它（曲1、2）
- 大森隆志：吉它、合唱（曲1、2）
- 原由子：電子琴、合唱（曲1、2）
- 關口和之：貝斯、合唱（曲1、2）
- 松田弘：鼓、合唱（曲1、2）
- 野澤秀行：打擊樂器、合唱（曲1、2）
- 角谷仁宣：電子合成器（曲1、2）
- 山本拓夫：高音薩克斯風、中音薩克斯風（曲1）
- 荒木敏男：小號（曲1）
- 高安鍊太郎：電子合成器（曲1）

## 收錄專輯
首張收錄專輯
- 《Young Love》（1996年）

精選專輯收錄
- 《海之Yeah!!》（1998年）
- 《BALLAD 3 ～the album of LOVE～》（2000年）

## 外部連結
（日語）南方之星官方網站單曲介紹：《只給你 ～Summer Heartbreak～》 （页面存档备份，存于）